# بين الرهاو (المفلحي)

تعديل مصدري - تعديل

بين الرهاو هي إحدى قرى عزلة المفلحي بمديرية المفلحي التابعة لمحافظة لحج، بلغ تعداد سكانها 100 نسمة حسب تعداد اليمن لعام 2004.